# 激流少年
《激流少年》（英語：The Boys in the Boat）是一部2023年美國運動傳記片，由佐治·古尼執導，馬克·L·史密斯編劇，改編自2013年丹尼爾·詹姆斯·布朗所著的同名紀實文學。故事講述華盛頓大學划艇隊於1936年柏林奧運的事蹟。

## 外部連結
- 互联网电影数据库（IMDb）上《激流少年》的资料（英文）